# Carme Ribas
Carme Ribas (Barcelona, 1956) es una arquitecta. Arquitecta por la Escuela Técnica Superior de Arquitectura de Barcelona (ETSAB-UPC), donde también cursó el máster en Arquitectura del Paisaje, y donde ha ejercido como profesora de paisajismo y de Proyectos arquitectónicos. Su carrera profesional, que ha abordado con una manifiesta sensibilidad hacia la condición urbana, comenzó en el Servicio de Proyectos Urbanos del Ayuntamiento de Barcelona (1980-1987),  desde donde fue partícipe en la democratización de los espacios públicos de la ciudad. Desde 1985, el despacho que comparte con Pere Joan Ravetllat se ha significado en el desarrollo de proyectos que, desde la vivienda social, pasando por los equipamientos públicos y la mejora de los espacios urbanos, se han mantenidos fieles a la voluntad de que la arquitectura esté al servicio de la ciudad y la sociedad. Entre su obra destacan la recuperación del torrente de Vallparadís (Tarrasa, 2001) y la urbanización del paseo de Garcia Fària (Barcelona, 2004).